# Luciane Escouto
Luciane Freire Escouto (São Leopoldo, 21 de junho de 1987) é uma jogadora de voleibol e modelo brasileira. Ela se consagrou defendendo o recém-criado time de voleibol do Fluminense, com o qual assinou contrato para disputar o campeonato carioca em 2012. Antes, ela defendeu a equipe do Mackenzie, de Minas Gerais, tendo passado também pelas equipes de Osasco, Pinheiros, Banespa, Macaé e Brusque. Em 2011, por insistência da mãe, ela participou do concurso A Mais Bela Gaúcha e, apesar da confessa insegurança, venceu as cinco mil concorrentes. Com isso, ela representou o Rio Grande do Sul no concurso Miss Brasil World, em abril de 2013. Luciane também disse sonhar com uma vaga na Seleção Brasileira de Voleibol Feminino.

## Biografia
Em entrevista ao WCB News, Luciane contou que já tinha 178 cm de altura aos 11 anos de idade, e sua professora de Educação Física a indicou para uma equipe de voleibol de São Leopoldo. Em pouco tempo, ela já estava na Seleção Gaúcha e, com apenas 14 anos de idade, foi jogar na equipe de base do Osasco, em São Paulo. Começou a jogar pela Superliga com a equipe do Banespa e até 2012 se manteve em equipes profissionais da categoria.
Por insistência da mãe, Verônica, ela aceitou participar do concurso A Mais Bela Gaúcha. Embora tivesse desde cedo a vontade de ser modelo, ela receava não ter chance por causa do corpo moldado para o esporte. Nas palavras dela: "Pensava que não tinha potencial. Modelo tem que ser 'supermagra' e eu, com 'bração' e 'coxão', achava que não teria nenhuma chance". Mas Luciane derrotou cinco mil candidatas e se candidatou automaticamente a representar seu estado natal no concurso Miss Brasil World.
Ainda nas suas palavras:
| “ | Eu costumava brincar de modelo, como muitas meninas quando são crianças. Eu sonhava com o "glamour" dos desfiles, as viagens, as roupas que usaria. Como comecei a treinar desde os 11 anos, acabei dedicando todo o meu tempo ao vôlei e aos estudos. Com isso, nunca imaginei que iria participar de um concurso de beleza de verdade. | ” |

Ela teve que diminuir o ritmo de treinamento para perder massa muscular e também precisou mudar a sua dieta a fim de ficar com "corpo de modelo". Sempre pensando nesse novo desafio, não se descuidou de cremes e outros artifícios típicos do mundo da moda e da beleza para se gabaritar como miss. Na verdade, mesmo em jogos de voleibol, ela nunca renuncia ao uso de batom e outras vaidades. A beleza de Luciane lhe granjeou elogios dos apresentadores Tiago Leifert e Jô Soares, que chegou a pedi-la em casamento durante a entrevista que ela lhe concedeu em seu programa noturno. Além disso, ela fez testes para a Ford Models e assinou contrato com a TV Pampa.
Em novembro de 2012, Luciane anunciou que foi contratada pela equipe do Rio de Janeiro/Unilever, cujo técnico era Bernardinho, e que disputaria a Superliga. Ela reafirmou seu compromisso com o Miss Mundo Brasil e disse que, ao mesmo tempo, seria uma satisfação jogar em uma equipe de ponta com um grande treinador e ao lado de jogadoras consagradas, o que poderia ser seu passaporte para a seleção brasileira.
O sucesso fora das quadras rendeu a Luciane muitas oportunidades como modelo e a levou a ser convidada para participar de programas de televisão, como os de Jô Soares e Danilo Gentili. Luciane tem 185 cm de altura, 100 cm de quadril, 68 cm de cintura, 92 cm de busto e pesa 73 kg. Dentre os contratos de modelo que obteve, destacam-se o comercial para a CR Diementz, que é uma empresa especializada na venda de eletromóveis, e o contrato com a loja Les Chemises. Além disso, ela participa de eventos beneficentes como a 12ª Corrida e Caminhada do GRAACC, em 6 de maio de 2012.
Em dezembro de 2013, ela se transferiu para a equipe do Barueri.

## Miss Brasil World
Em 1º de abril de 2013, Luciane iniciou sua participação no concurso Miss Brasil World, realizado em Mangaratiba, no Rio de Janeiro. Ela se empenhou em aprimorar suas medidas para se adequar ao concurso, mas com isso teve que diminuir o ritmo de treinamento e perdeu a posição de titular no Rio de Janeiro/Unilever, além de ficar fora da final da Superliga. O concurso, em sua etapa preliminar, envolveu outras provas além da passarela e das perguntas. Houve prova de moda, na qual a candidata montava o próprio look, e de esportes, em que as candidatas praticavam uma modalidade definida no momento. Antes, cada uma podia enviar um vídeo com uma amostra de talento específico. Todas as provas contavam pontos para a definição das dezesseis finalistas dentre as 38 participantes de todo o Brasil.
Luciane ficou entre as seis finalistas do concurso.